# Probus (Cornouailles)
Pour les articles homonymes, voir Probus.
Probus est une paroisse civile et un village des Cornouailles, en Angleterre.